# زمین‌لرزه ۲۰۰۷ آبدره آیسن
زمین‌لرزه آبدره آیسن  در تاریخ ۲۱ آوریل ۲۰۰۷ میلادی، برابر با ‎۱ اردیبهشت ۱۳۸۶، ساعت ۱۷:۵۳:۴۶ به زمان یوتی‌سی در شیلی ، منطقه آیسن رخ داد. ژرفای این زلزله ۳۶٫۷ کیلومتر بود، و بزرگی آن ۶٫۲ در مقیاس Mw اعلام شده‌است. زمین‌لرزه به وقت محلی در روز شنبه، ساعت ۱۳ روی داده و منطقه زمانی آن یوتی‌سی -۴ بوده‌است (با لحاظ تغییر ساعت تابستانی).
سازمان زمین‌شناسی آمریکا نیز رومرکز این زمین‌لرزه را در مختصات ۴۵°۱۴′۳۵″جنوبی ۷۲°۳۸′۵۳″غربی / ۴۵٫۲۴۳°جنوبی ۷۲٫۶۴۸°غربی و ژرفای آنرا در ۳۶ کیلومتر گزارش کرده‌است. بزرگی برگزیدهٔ این سازمان از میان بزرگیهای محاسبه‌شدهٔ مختلف ۶٫۲ در مقیاس Mw بوده و از دید اثر، در میان چهار دسته‌بندی «نامحسوس»، «محسوس»، «زیان‌آور» یا «با تلفات»، زلزله را «با تلفات» اعلام کرده‌است.رانش زمین و سونامی نیز در این زلزله گزارش شده‌است.
پروژهٔ «تنسور گشتاور مرکزوار» زاویه‌های (راستا، شیب، ریک) گسل سازندهٔ زمین‌لرزه و صفحه عمود بر آنرا (°۸۴، °۸۶، °۲) یا (°۳۵۴، °۸۸، °۱۷۶) و نوع گسل را «امتدادلغز» فرارسانده‌است.
زمین‌لرزه هیچ کشته‌ای نداشته است.